# Stanisław Kłos
Stanisław Kłos (ur. 15 marca 1937) – polski działacz partyjny i państwowy, inżynier chemik oraz menedżer, podsekretarz stanu w Ministerstwie Przemysłu Chemicznego i Lekkiego (1983–1987) i Ministerstwie Przemysłu (1987–1989)

## Życiorys
Absolwent inżynierii chemicznej na Politechnice Łódzkiej i studium zarządzania wielkimi organizacjami gospodarczymi w Instytucie Doskonalenia Kadr Kierowniczych Administracji Państwowej. W latach 1961–1968 pracował w Zakładach Włókien Chemicznych „Anilana” w Łodzi, m.in. jako kierownik wydziału włókien akrylowych. Następnie do 1979 zastępca ds. produkcji naczelnego dyrektora Zjednoczenia Włókien Chemicznych „Chemitex”. Od 1980 do likwidacji w 1982 stał na czele Zjednoczenia Przemysłu Gumowego „Stomil”. Autor 9 patentów, w tym 6 wdrożonych do praktyki przemysłowej oraz 23 zastosowanych rozwiązań technicznych. Zajmował się także wdrażaniem systemów sterowania jakością i programów rozwojowych.
Następnie był podsekretarzem stanu w Ministerstwie Przemysłu Chemicznego i Lekkiego (luty 1983 – październik 1987), a po przekształceniu w Ministerstwie Przemysłu (listopad 1987 – listopad 1989). Od 1990 do 1994 pracował dla Sobiesława Zasady, zostając dyrektorem generalnym polskiego przedstawicielstwa Mercedes-Benz. Następnie został prezesem spółki ASC, będącej przedstawicielstwem koncernu Chrysler. Zasiadał również w radach nadzorczych różnych spółek prawa handlowego.

## Odznaczenia
Odznaczony m.in. Krzyżem Oficerskim Orderu Odrodzenia Polski oraz odznaczeniami resortowymi i branżowymi.